# Los Lunas
Los Lunas és una població dels Estats Units i seu del comtat de Valencia a l'estat de Nou Mèxic. Segons el cens del 2000 tenia 10.034 habitants.

## Demografia
Segons el cens del 2000, Los Lunas tenia 10.034 habitants, 3.601 habitatges, i 2.689 famílies. La densitat de població era de 385,5 habitants per km².
Dels 3.601 habitatges en un 41,9% hi vivien nens de menys de 18 anys, en un 51,8% hi vivien parelles casades, en un 16,8% dones solteres, i en un 25,3% no eren unitats familiars. En el 20,7% dels habitatges hi vivien persones soles el 5,8% de les quals corresponia a persones de 65 anys o més que vivien soles. El nombre mitjà de persones vivint en cada habitatge era de 2,75 i el nombre mitjà de persones que vivien en cada família era de 3,16.
Per edats la població es repartia de la següent manera: un 31,1% tenia menys de 18 anys, un 9,6% entre 18 i 24, un 30,1% entre 25 i 44, un 20,2% de 45 a 60 i un 8,9% 65 anys o més.
L'edat mediana era de 32 anys. Per cada 100 dones de 18 o més anys hi havia 90,1 homes.
La renda mediana per habitatge era de 36.240 $ i la renda mediana per família de 37.255 $. Els homes tenien una renda mediana de 30.664 $ mentre que les dones 22.437 $. La renda per capita de la població era de 14.692 $. Aproximadament l'11,6% de les famílies i el 13,5% de la població estaven per davall del llindar de pobresa.

## Poblacions més properes
El següent diagrama mostra les poblacions més properes.